# 慶雲寺 (姫路市)
慶雲寺（けいうんじ） は兵庫県姫路市野里慶雲寺前町にある臨済宗妙心寺派の寺院。山号を永佑山と称する妙心寺の別格寺。嘉吉3年（1443年）に天台宗の寺院として創建、天正5年（1577年）、南景和尚の代に臨済宗に転じ、南室和尚の代に中興する。

## 歴史
嘉吉3年（1443年）天台宗寺院として創建。天正5年（1577年）南景和尚の代に臨済宗に転じ、その後、南室和尚の徳を称え姫路城主池田輝政が姫路城の建築資材を分け与え本堂を再建する。奉安の如意輪観世音菩薩は池田輝政の奥方の念持仏であり、その子が住職として寺に入ったため伝えられている。
幕府から朱印66石の下附をうけていたが、明治元年（1868年）の上地、昭和22年（1947年）の農地改革により、全寺田を喪失する。

## 行事
- 写経会（月末日曜日1時半～3時半）
- 座禅会（月初日曜日午前6時～7時半）
- 大般若祈祷会（1月7日）
- 春季彼岸会（3月彼岸初日）
- 降誕会・花まつり（5月8日）

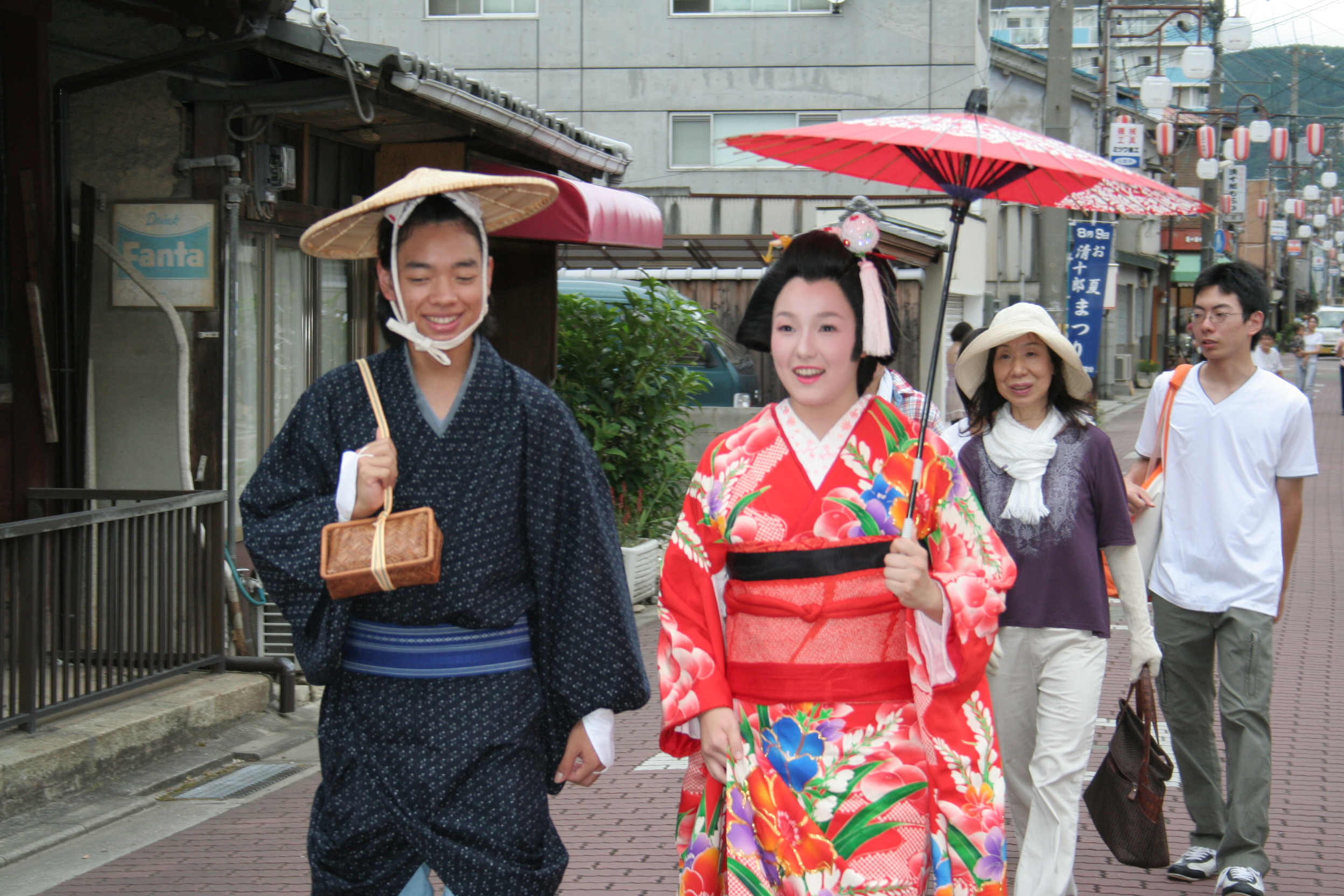
お夏清十郎祭り

- 夏季座禅会（8月1日～3日、午前6時～8時半まで）
- お夏清十郎慰霊祭（8月9日）
- 精霊送り（8月15日夕方）
- 秋季彼岸会（9月彼岸初日）
- 開山忌（10月11日～12日）

## 文化財
- 池田輝政奥方念持仏
- 絹本著色宗夢童子像 - 絵画・市指定文化財
- 紙本墨画大応大燈関山像 - 絵画・市指定文化財
- お夏清十郎比翼塚 - 井原西鶴『好色五人女』などで知られる。

## 末寺
- 巨福山 光正寺（現在は慶雲寺の境外観音堂となっている）
  - 播磨西国三十三箇所第5番札所。
  - 御詠歌 - 鐘ひびく　千里の人も　光正寺　ねがふ心や　仏なるらん
  - 本尊 - 十一面千手観世音菩薩
  - 所在地 - 姫路市野里慶雲寺前町9-5

なお、札所の業務等は慶雲寺にて行っている。

## 交通
神姫バス（国立病院前経由）慶雲寺前で下車、姫路野里商店街へ入り東へ徒歩約5分。

## 関連資料
- 『姫路観光ガイドブック』公益財団法人姫路観光コンベンションビューロー（2017年）